# María Soledad Cisternas
María Soledad Cisternas   (Santiago de Xile, 4 de novembre de 1959) és una advocada i activista xilena. Cisternas és una persona cega i s'ha dedicat a ser una defensora dels drets de les persones amb discapacitat, arribant a ser enviada especial de l'Organització de les Nacions Unides (ONU) sobre Discapacitat i Accessibilitat. També va ser presidenta del Comitè de Drets de les Persones amb Discapacitat de l'ONU.

## Biografia
Cisternas es va llicenciar de Ciències Jurídiques i en Ciències Polítiques a la Pontifícia Universitat Catòlica de Xile. Durant la seva joventut, Cisternas va fundar i va ser presidenta de la Corporació Pro Ajuda al Dèbil Visual (COPRADEV).
La seva especialitat com a advocada és la defensa dels drets humans de les persones amb discapacitat, al que s'ha dedicat en el camp acadèmic com professional. Ha participat en el disseny i planificació de projectes dirigits especialment a aquestes persones, i ha inclòs al seu país, Xile, en el debat mundial sobre els drets de les persones amb discapacitat.
Va ser la creadora del Programa Jurídic sobre Discapacitat de l'Escola de Dret de la Universitat Diego Portales el 2000, i el va presidir fins al 2008.
En les seves publicacions sobre legislació, tracta assumptes com l'educació, transport, gènere i salut. Les seves investigacions s'han vinculat amb organismes com l'Organització Panamericana de la Salut (OPS), el Banc Interamericà de Desenvolupament (BID) i el Ministeri d'Educació de Xile, entre d'altres.
Entre 2002 i 2006 va ser consellera al Fons Nacional de Discapacitat (Fonadis), conegut actualment com a Servei Nacional de la Discapacitat (Senadis). També forma part del Grup Assessor de la Xarxa Llatinoamericana d'Organitzacions de Persones amb Discapacitat i les seves Famílies i el grup col·laborador de l'Institut Interamericà sobre Discapacitat i Desenvolupament Inclusiu (IIDI).
El 2008, la van escollir com a delegada per Xile per al Comitè sobre els Drets de les Persones amb Discapacitat de l'Organització de Nacions Unides. En 2014 va passar a ser membre de l'Institut Nacional de Drets Humans de Xile.

## Reconeixements
- 1999. Premi internacional Estrella de la Esperanza Latinoamericana de Colòmbia.
- 2008. Premi internacional Por la Igualdad y la no discriminación de Mèxic.
- 2008. Premi Distinción de la Cámara de Diputados de Xile.
- 2008. Premi Reconocimiento de la Asociación Nacional de Educadores Diferenciales de Xile.
- 2009. Premi Elena Caffarena en el Día Internacional de la Mujer de Xile.
- 2009. Premi Distinció del Senat de Xile.[1]
- 2014. Premi Nacional dels Drets Humans de Xile.[2]

## Publicacions
- «Propuestas de Modificaciones Legales en Materia de Discapacidad», elaborada per encàrrec de la Comissió Acadèmica del Projecte sobre Modificacions als Codis Civil i de Comerç de la Fundació Fueyo Laneri per ser presentat al Ministeri de Justícia. Facultat de Dret - Universitat Diego Portales. 2003.
- «¿Crisis de la Democracia?: El rol del derecho en la profundización democrática. En Estado de Crisis o Crisis del Estado». Colòmbia: Universitat del Rosario. 2003.
- «Bioética y sus implicancias en la rehabilitación de personas con discapacidad». Organització Panamericana de la Salut - OPS/OMS. 2003.
- «Corte Suprema: Isapres, Derechos Fundamentales y Seguridad Jurídica». La Semana Jurídica. 2003.
- «¿La Justicia es Ciega?», El Mercurio. 2003.
- «La diversidad y la discriminación: Más allá de la letra de la ley». Revista Prohumana: Responsabilidad Social en Chile, Fundación Prehumana. 2003.
- «Análisis de Medidas del Plan de Transporte Urbano de Santiago para favorecer a las Personas con Discapacidad». Contribución a la Implementación de Políticas Públicas en materia de Transporte. Ministeri de Transport i Telecomunicacions de Xile. 2004.
- «Ordenamiento Jurídico Nacional e Internacional y Política Pública en materia de Discapacidad». En el document Memoria Anual del Club de Leones, X regió. 2004.
- «Convención Sobre Los Derechos De Las Personas Con Discapacidad». Revista del Colegio de Abogados. 2004.
- «Los Jueces en el Conocimiento Temático de la Discapacidad: Una Profundización en el Estado Democrático de Derecho». Atrévete, FONADIS. 2004.[1]
- «Derecho a la educación de las personas con discapacidad en el nuevo ángulo de la Convención» ( PDF). Arxivat de l'original el 2018-01-25. [Consulta: 28 setembre 2020].